# 吠檀多不二論
吠檀多不二論（天城文：अद्वैत वेदान्त，IPA：/əd̪vait̪ə veːd̪ɑːnt̪ə/）是一種印度哲学，也是一种一元思想体系。第一个有系统整理不二论的而且著作还依然广泛流传的是商羯罗。

## 商羯罗大师
商羯罗将吠陀经典和不二论上师基于吠陀经典写成的文献及乔荼波陀所倡导的不二论系统化地整理出来。与奥义书和导师及乔荼波陀一脉相承，商羯罗大师将不二论的教说（唯一的非二元的真实是梵或不二自我）详细地加以说明和文字化整理。
以下的箴言是他的对不二论的总结。梵是唯一真实的，世界如梦境一般；梵与自我终究是没有分别的。（Brahma satyaṃ jagat mithyā, jīvo brahmaiva nāparah）

### 梵
梵是唯一的，完全無屬性、無形像。除了无形、无相、无属性的不二的梵（Brahman），没有任何一切。梵没有性质、没有形状，是自有、绝对及不灭。
在解釋宇宙和梵，最常用的例子，一条绳子被误以为是蛇；蛇是瀰坦（mityam），绳子是薩坦（satyam）。同理其实尼古那（Nirguna）的梵（Brahman）才是唯一的薩坦（satyam），只有一梵, 是真理、智慧、极乐的不二自我，而宇宙只是瀰坦（mityam）。例子總是有缺陷的。因為一條蛇和一條繩子都是有形象的，而且形象差不多，绳子被当成是蛇的例子只是想说明一样东西是可以被误以为是另一样东西。
所以，最高的比喻就是夢的比喻。整个充满多元性的，有形象、有屬性的宇宙，仅仅是好像梦和梦里的事物一般“出现”了，而不是真的产生或创造了。當然這不是指梵（Brahman）做夢了，只是講明宇宙就如夢一般僅僅“出現”了。
不二论不应该被视作唯心主义哲学（idealism），唯心主義哲學認為因為主體的緣故所以有客體。但是不二論說的是：除了梵（不二的自我，真我）以外什麽都沒有，除了這唯一的主體，什麽都沒有。

## 梵我同一
不能误以为不二论说我们就是神。不二论从来没有说我们“我是神”，或我们都是神；只说过我们是“梵”。同一个真我，只有一个真我，梵文是阿特曼（Atman）。由于阿特曼是尼古那（Nirguna），没有属性无形象，绝对如一，不做任何事情，完全不变恒定，所以也叫梵（Brahman）。“我是梵”的意义就是这样。即使博伽梵至尊主，也是我是，只有梵是唯一的真实，任何萨古那（saguna）都是像梦和梦里的事物一样仅仅是“出现”（appear）了。
以为不二论否定人格神是种误解，不二论说终极而言，人格神与一切都是假的；以为不二论教导“与神天合一”或者成为“神”都是一种常见的误读；事实上，不二论说无论是否与神合体，“个体我”（Jivatman）与“至尊我”（paratman）其实都是同一个“我”（atman），那就是唯一的至高实体“梵”（brahman），而一般人之所以没有觉悟到，是因为“梵”本身的幻力（maya），所蒙蔽，但是，神和不二论的上师都觉悟到“梵我同一”，这就是“不二”（Advaita）。
既然唯一的真实是阿特曼（Atman）或“真我”，除了阿特曼别无它物，所以就无所谓的“合一”和“分离”。因为阿特曼是尼古那（Nirguna）没有属性无形象，绝对如一，不做任何事情，完全不变恒定，整个萨古那（saguna）的总和就好像梦和梦里的事物一样仅仅是“出现”了，而不是真实的，真实的是尼古那（Nirguna）的阿特曼（Atman）。只有阿特曼（Atman）除此之外别无它物，所以何来的“合一”呢？

## 摩耶
巴克提运动的倡导者们认为摩耶是与神不同的另一个实体，并且是神的一位仆人；与此不同，不二论教导摩耶（Maya）并非一个真正存在的实体，而是唯一的实体“梵”的一种幻力。整个萨古那（saguna），都仅仅是梦幻一般，就像我们作的梦一样，而摩耶则是类似我们做梦的能力，而不是梵以外有一种叫摩耶的能量迷惑了梵。不过例子总是有缺陷的，其实梵（Brahman）或真我（Atman）并不做任何事情，不做梦。借着修行觉悟到“我是梵（Aham Brahmasmi）”，那么就会像你醒来后发现“梦里的狮子怎么来的”这个问题一样，“多元性怎么来的”这个问题也是一个不成立的问题；觉悟到“我是梵”，就没有时空、万物和宇宙等等，因为摩耶消失（类似梦消失），梦里的一切消失一样，整个萨古那（多元性有属性有形）都会消失；梵是尼古那（nirguna），意思是“无形无相无像无属性无方位无格局”，绝对的一，真实。

### 因与果
果（kārya）与因（kāraṇa）在吠陀中是重要的讨论课题。 因分成两种：
1. Nimitta kāraṇatva — 效果因，例如陶匠是「效果因」，因为陶器由他制成。
2. Upādāna kāraṇatva — 物质因，例如泥土是「物质因」，因为陶器由泥土造成。

不二论认为，梵是事物的效果因，也是物质因。同时，不二论又认为「果无异于因，但因有别于果」（Kārya-kāraṇa ananyatva）。

## 上師的必须性
依照商羯羅和所有不二论上师的传统，如果要学习不二论，必须接受上師的引导；师徒传系内的所有上師，都只重复着之前所有上師的教导，这个教导也就是韦达传系的第一位上師大自在天或博伽梵的教导。
Srotriya — 上師一定是学习并授教于吠陀经典与师徒传系
Brahmanistha — 已经觉悟到“梵我如一”
《蒙达卡奥义书 1.2.12》
追随者一定要服务上師，以及谦卑地提出所有的問題以此能消除所有的疑惑。《博伽梵歌4.34》

### 师徒传承
नारायणं पद्मभुवं वशिष्ठं शक्तिं च तत्पुत्रं पराशरं च व्यासं शुकं गौडपादं महान्तं गोविन्दयोगीन्द्रं अथास्य शिष्यम्
श्री शंकराचार्यं अथास्य पद्मपादं च हस्तामलकं च शिष्यम् तं तोटकं वार्त्तिककारमन्यान् अस्मद् गुरून् सन्ततमानतोऽस्मि
अद्वैत गुरु परंपरा स्तोत्रम्
nārāyanam padmabhuvam vasishtam saktim ca tat-putram parāśaram ca
vyāsam śukam gauḍapāda mahāntam govinda yogīndram athāsya śiṣyam
śri śankarācāryam athāsya padmapādam ca hastāmalakam ca śiṣyam
tam trotakam vārtikakāram-anyān asmad gurūn santatamānato’smi
Advaita-Guru-Paramparā-Stotram
这是一首关于不二论的师徒传系（ guru parampara）的诗节 。从拿拉央纳（nArAyaNa）到商羯羅直到现今的上師们。
只有比较重要的典范师会依次地列在典范师简表：
那羅延（nArAyaNa）
大梵天王（brahma）
外士斯塔（vasishTha）【生于大梵天王的意念】
萨克提（Sakti）【外士斯塔的儿子】
波羅奢羅（parASara）【萨克提的儿子】
毗耶娑（vyAsa）【波羅奢羅的儿子】
苏卡（Suka）【毗耶娑的儿子】
高帕达（gauDapAda）
哥文达巴嘎瓦帕德（govinda bhagavatpAda）
阿迪‧商羯羅（Adi-SankarAcArya）
吠檀多不二论的师徒传系从神传（Daiva-Parampar）到圣传（Rshi-Parampara）到 manava-parampara。从神传（Daiva-Parampar）到圣传（Rshi-Parampara）的时期的传记在《奥义书》里有详细的记录，尤其是在神传时期的天神们在濕婆（Siva）和那羅延(Narayana)那里接受教导的对话过程。

## 不二论修院
商羯罗创办了四所修院，分布在印度四个地方，目的是为了让后人能接触到不二论的正统，四所修院有在（转）世的商羯罗，分别都是商羯罗的继承人，保证传承的正统。这四所修院分别是：
Govardhana Pīṭhaṃ、Śārada Pīṭhaṃ Aham brahmāsmi 、Dvāraka Pīṭhaṃ 、Jyotirmaṭha Pīṭhaṃ 
另外，有很多其他的修院作为这四所修院的分支；也有不少只是周游各地而没有固定住所的弃绝僧团体，自认为附属于四所主要修院的其中一所。

## 达萨纳米传统
除了固定运作的不二论修院，还有达萨纳米传统（Dashanami Sampradaya）。与修院的阿查亚典范师不同，达萨纳米传统的古茹们并不固定在某一个修院进行修院内的传统事务运作，而是周游各地传播不二论，其中最著名的包括Sankhesvar, Virupaksha (Hampi), Kolhapur (Karavir pITham), Sivaganga, Sakatapuram 等等。

## 不二论的历史
不二论并非由商羯罗所创立，这种误解也只存在于某些近代的在西方传教的印度教团体的坊间；商羯罗只是最集大成者。不二论作为韦丹塔，韦丹塔字面意思是“韦达经典的终极结论”，不二论的历史就是和韦达经典一样久远。在印度教传统当中，韦达经典分为天启圣量（Sutri）和境况性经典（Smirthi）两大类，天启圣量才是作为韦达经典的最高权威本身；譬如说如果境况性经典和天启圣量内容有冲突，那么只需要理会天启圣量。作为天启圣量的四韦达和奥义书都直接地详尽描述了不二论的教导，而在境况性经典当中则是作为最主要的部分被讲述着。